# Condado de Glades
O condado de Glades (em inglês:  Glades County) é um dos 67 condados do estado americano da Flórida. A sede e cidade mais populosa do condado é Moore Haven. Foi fundado em 23 de abril de 1921 e nomeado em homenagem a um dos cognomes do estado, The Everglade State. É um dos condados mais escassamente povoados da Flórida.

## Geografia
De acordo com o United States Census Bureau, o condado possui uma área de 2 556 km², dos quais 2 088 km² estão cobertos por terra e 468 km² por água.

## Demografia
Segundo o censo nacional de 2010, o condado possui uma população de 12 884 habitantes e uma densidade populacional de 6 hab/km². Possui 6 979 residências, que resulta em uma densidade de 3 residências/km².